# Vargas & Lagola
Vargas & Lagola es un dúo sueco formado por los músicos Vincent Pontare (Vargas) y Salem Al Fakir (Lagola). A pesar de realizar su propia música, juntos han escrito canciones para artistas como Madonna, Katy Perry, Sia, David Guetta, Avicii, entre otros.

## Carrera
Vincent Pontare y Salem Al Fakir debutaron como productores en 2013, escribiendo los éxitos Hey Brother y Younger, de los artistas Avicii y Seinabo Sey, respectivamente. En el año 2014, el dúo ganó el premio "Compositor del año" en los Premios Grammis. En este año, escribieron temas como Divine Sorrow de Wyclef Jean y The Days de Avicii.
Los mayores éxitos del dúo fueron hechos a partir de 2015, con la canción Sun Is Shining de Axwell Λ Ingrosso; y en 2017, con More Than You Know de Axwell Λ Ingrosso y Without You de Avicii. Posteriormente, prestarían su voz para la canción Friend Of Mine de Avicii.
En el año 2019, salió a la luz su álbum de estudio debut, Vargas & Lagola. La canción más destacada de este álbum fue «Roads». Además, fueron productores y cantantes de distintas canciones del álbum póstumo de Avicii titulado TIM. Éste fue estrenado el 6 de junio de 2019.
En 2020, lanzaron su segundo álbum de estudio titulado The Butterfly Effect; y un año más tarde, en 2021, sacaron su otro álbum llamado Mount Alda.

## Discografía
| Título                                   | Año  | Posicionamiento (Sverigetopplistan) | Certificaciones | Álbum   |
| ---------------------------------------- | ---- | ----------------------------------- | --------------- | ------- |
| "Rolling Stone"                          | 2017 | N/A                                 | N/A             | Ninguno |
| "Dolores (The Awakening)"                | 2017 | N/A                                 | N/A             | Ninguno |
| "Sun Is Shining (Band of Gold)"          | 2017 | N/A                                 | N/A             | Ninguno |
| "More Than You Know (Acústico ft. Agnes) | 2017 | N/A                                 | N/A             | Ninguno |
| "Roads"                                  | 2018 | 17°                                 | - GLF: Oro      | Ninguno |

| Título                      | Año  | Posicionamiento (Sverigetopplistan) | Álbum      |
| --------------------------- | ---- | ----------------------------------- | ---------- |
| "Friend of Mine" (Avicii)   | 2017 | 5°                                  | AVĪCI (01) |
| "Lev nu do Sen" (Petter)    | 2018 | N/A                                 | Lev nu     |
| "Peace of Mind" (Avicii)    | 2019 | 1°                                  | Tim        |
| "Tough Love" (Avicii)       | 2019 | 1°                                  | Tim        |
| "Excuse me Mr Sir" (Avicii) | 2019 | 1°                                  | Tim        |

## Premios y nominaciones
| Año  | Premios                | Categoría                    | Resultado | Ref.   |
| ---- | ---------------------- | ---------------------------- | --------- | ------ |
| 2014 | Swedish Grammy Awards  | Compositor del año           | Ganador   | [ 10 ] |
| 2014 | The Swedish MPA Awards | Suceso Internacional del año | Nominado  | [ 11 ] |
| 2015 | Swedish Grammy Awards  | Compositor del año           | Nominado  | [ 12 ] |
| 2015 | The Swedish MPA Awards | Suceso Internacional del año | Nominado  | [ 13 ] |
| 2016 | Swedish Grammy Awards  | Compositor del año           | Nominado  | [ 14 ] |
| 2018 | Swedish Grammy Awards  | Compositor del año           | Nominado  | [ 15 ] |